# Ариас, Диего
Дие́го Алеха́ндро Ари́ас Инкапье́ (исп. Diego Alejandro Arias Hincapié; род. 16 июня 1985 года, Перейра, Колумбия) — колумбийский футболист, опорный полузащитник клуба «Онсе Кальдас» и сборной Колумбии.

## Клубная карьера
Ариас начал профессиональную карьеру в клубе «Депортиво Перейра» из своего родного города. В 2005 году он дебютировал за команду в Кубке Мустанга. 3 мая 2009 года в матче против «Депортес Толима» Диего забил свой первый гол за «Депортиво». В 2010 году Ариас перешёл в «Онсе Кальдас». 6 февраля в поединке против «Энвигадо» он дебютировал за новую команду. В этом же матче Диего забил свой первый гол за «Онсе Кальдас». В своём первом сезоне Ариас помог команде выиграть чемпионат.
В начале 2011 года Диего перешёл в греческий ПАОК, подписав контракт на полтора года. 6 февраля в матче против «Панатинаикоса» он дебютировал в греческой Суперлиге, заменив во втором тайме Владимира Ивича. 25 мая в поединке против «Олимпиакоса» из Волоса Ариас забил свой первый гол за ПАОК. Диего редко попадал в состав, поэтому в 2012 году покинул команду.
Летом 2012 года Ариас стал футболистом бразильского «Крузейро». 29 сентября в матче против «Интернасьоналя» он дебютировал в бразильской Серии A. За новую команду Диего провёл всего два матча и в начале 2013 года вернулся на родину. Его новым клубом стал «Атлетико Насьональ». 3 февраля в матче против «Атлетико Уила» Ариас дебютировал за новую команду. 10 августа в поединке против «Альянса Петролера» он забил свой первый гол за «Атлетико Насьональ». В своём дебютном сезоне Ариас дважды стал чемпионом страны, а также завоевал Кубок Колумбии. В 2014 году Диего в четвёртый раз в карьере выиграл национальный чемпионат. В 2016 году он стал обладателем Кубка Либертадорес в составе «Атлетико Насьональ».

## Международная карьера
15 ноября 2011 года в товарищеском матче против сборной Аргентины Ариас дебютировал за сборной Колумбии, заменив во втором тайме Джексона Мартинеса.

## Достижения
Командные
 «Онсе Кальдас»
- Чемпионат Колумбии по футболу — Финалисасьон 2010

 «Атлетико Насьональ»
- Чемпионат Колумбии по футболу — Апертура 2013
- Чемпионат Колумбии по футболу — Финалисасьон 2013
- Чемпионат Колумбии по футболу — Апертура 2014
- Обладатель Кубка Либертадорес — 2016